# Gao

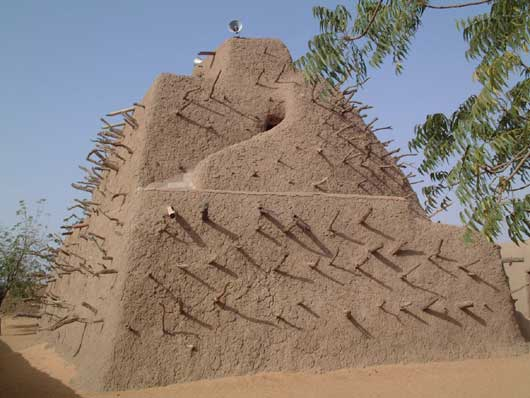
Mormântul lui Askia (monument UNESCO)

Gao este un oraș în partea de est a statului Mali, pe Niger. Este reședința regiunii omonime și capitala statului nerecunoscut Azawad.

## Clima
| Date climatice pentru Gao, Mali          | Date climatice pentru Gao, Mali | Date climatice pentru Gao, Mali | Date climatice pentru Gao, Mali | Date climatice pentru Gao, Mali | Date climatice pentru Gao, Mali | Date climatice pentru Gao, Mali | Date climatice pentru Gao, Mali | Date climatice pentru Gao, Mali | Date climatice pentru Gao, Mali | Date climatice pentru Gao, Mali | Date climatice pentru Gao, Mali | Date climatice pentru Gao, Mali | Date climatice pentru Gao, Mali |
| Luna                                     | Ian                             | Feb                             | Mar                             | Apr                             | Mai                             | Iun                             | Iul                             | Aug                             | Sep                             | Oct                             | Nov                             | Dec                             | Anual                           |
| ---------------------------------------- | ------------------------------- | ------------------------------- | ------------------------------- | ------------------------------- | ------------------------------- | ------------------------------- | ------------------------------- | ------------------------------- | ------------------------------- | ------------------------------- | ------------------------------- | ------------------------------- | ------------------------------- |
| Maxima istorică °C (°F)                  | 38 (100)                        | 40 (104)                        | 45 (113)                        | 45 (113)                        | 48 (119)                        | 48 (119)                        | 44 (112)                        | 46 (114)                        | 43 (110)                        | 43 (109)                        | 42 (108)                        | 37 (99)                         | 48 (119)                        |
| Maxima medie °C (°F)                     | 30,8 (87.4)                     | 33,8 (92.8)                     | 37,2 (99.0)                     | 40,7 (105.3)                    | 42,5 (108.5)                    | 41,5 (106.7)                    | 38,5 (101.3)                    | 36,6 (97.9)                     | 38,4 (101.1)                    | 39,3 (102.7)                    | 35,8 (96.4)                     | 31,4 (88.5)                     | 37,2 (99,0)                     |
| Media zilnică °C (°F)                    | 22,6 (72.7)                     | 25,3 (77.5)                     | 29,1 (84.4)                     | 32,4 (90.3)                     | 35,2 (95.4)                     | 34,9 (94.8)                     | 32,3 (90.1)                     | 30,6 (87.1)                     | 31,7 (89.1)                     | 31,9 (89.4)                     | 27,7 (81.9)                     | 23,5 (74.3)                     | 29,7 (85,5)                     |
| Minima medie °C (°F)                     | 14,8 (58.6)                     | 17 (62.6)                       | 20,8 (69.4)                     | 24,7 (76.5)                     | 28,2 (82.8)                     | 28,8 (83.8)                     | 26,6 (79.9)                     | 25,4 (77.7)                     | 26 (78.8)                       | 24,9 (76.8)                     | 19,9 (67.8)                     | 15,8 (60.4)                     | 22,7 (72,9)                     |
| Minima istorică °C (°F)                  | 8 (47)                          | 10 (50)                         | 13 (55)                         | 14 (57)                         | 18 (64)                         | 21 (70)                         | 20 (68)                         | 20 (68)                         | 20 (68)                         | 19 (66)                         | 12 (54)                         | 9 (48)                          | 8 (47)                          |
| Precipitații mm (inches)                 | 0 (0.00)                        | 0 (0.00)                        | 0 (0.00)                        | 2.5 (0.10)                      | 7.6 (0.30)                      | 22.9 (0.90)                     | 63.5 (2.50)                     | 83.8 (3.30)                     | 33 (1.30)                       | 5.1 (0.20)                      | 0 (0.00)                        | 0 (0.00)                        | 218,4 (8,60)                    |
| Sursă: World Meteorological Organization |                                 |                                 |                                 |                                 |                                 |                                 |                                 |                                 |                                 |                                 |                                 |                                 |                                 |